# Melanagromyza compositoides
Melanagromyza compositoides är en tvåvingeart som beskrevs av Spencer 1963. Melanagromyza compositoides ingår i släktet Melanagromyza och familjen minerarflugor.
Artens utbredningsområde är Jamaica. Inga underarter finns listade i Catalogue of Life.